# Pictonemobius uliginosus
Pictonemobius uliginosus är en insektsart som beskrevs av Mays och Gross 1990. Pictonemobius uliginosus ingår i släktet Pictonemobius och familjen syrsor. Inga underarter finns listade i Catalogue of Life.